# Брошь из Хантерстона
Брошь из Хантерстона (англ. Hunterston Brooch) — кельтская фибула, датированная VIII веком.
Найденная в Шотландии во второй четверти XIX века, богато украшенная брошь является выдающимся образцом кельтского раннесредневекового ювелирного искусства и в настоящее время хранится в Национальном музее Шотландии в Эдинбурге.

## Описание
По форме брошь из Хантерстона относится к так называемым псевдо-пеннанулярным фибулам, то есть является цельной, без зазора (пеннанулярные, или кельтские броши представляют собой разомкнутое кольцо «pennanular» — почти круг). Диаметр кольца — 12,2 см.
Брошь отлита из серебра, покрыта позолотой и украшена вставками из янтаря, большая часть из которых к настоящему времени утрачена. Поверхность изделия покрыта ленточными и змеевидными филигранными узорами в «зверином стиле». Пространство фигур усеяно зернью. Звериный стиль типичен для германского искусства того периода, в частности англосаксонского и искусства викингов.
Фибула крепилась к одежде при помощи съемной булавки. Ее можно снять, продеть в головку фибулы ткань, проткнуть её булавкой, и снова закрепить булавку на головке.

## История
Фибула была обнаружена случайно, в Хантерстоне, Норт-Эршир, Шотландия, двумя мужчинами, которые рыли водостоки, в 1826 или, по другим данным, в 1830 году.
Брошь могла быть сделана в месте расположения королевской резиденции, таком как городище Дунадд в Аргайл-энд-Бьют, который можно считать центром гэльского королевства Дал Риада. Но вероятно и то, что фибула была создана в Ирландии, на что указывает ее замкнутая форма, чаще встречающаяся именно у ирландских брошей. В то же время брошь из Хантерстона по стилю очень похожа на фрагмент броши из Данбиата, Шотландия (данное изделие не сохранилось полностью, однако по уцелевшей части можно сделать вывод, что брошь была разомкнутой формы; местом ее изготовления считается Шотландия).
Исследовали отмечают в броши из Хантерстона как ирландские мотивы, так и влияние англосаксонского стиля (в филигранном орнаменте). Фибула могла быть изготовлена в западной Шотландии, где гэльская и англосаксонская традиции тесно контактировали, или же ирландским мастером, знакомым с иностранными техниками металлообработки.
Хотя сама брошь выполнена в кельтском стиле, на обратной стороне выцарапана надпись скандинавскими рунами, которая гласит: «Олфрити владеет этой брошью» и «Мелбригда владеет этой брошью». Первое имя является скандинавским, второе, Мелбригда, — женским кельтским (хотя некоторые источники считают его мужским), но язык и буквы — скандинавские. Это, вероятно, говорит о том, что брошь является свидетельством заключения браков между представителями знати обоих обществ. Надписи сделаны приблизительно в X веке, то есть существенно позже создания украшения.
Люди смешано гэльско-скандинавского происхождения (англ. Norse-Gaels) стали появляться в эпоху викингов, c IX века, позже они основали Королевство Островов на Гебридских островах и западном побережье Шотландии. Самыми могущественными представителями гэльско-скандинавской знати была династия Уи Имар, или Дом Ивара, короли Дублина.
Брошь из Хантерстона, безусловно, являлась предметом роскоши и указывала на высокий статус своего владельца; ее носили правители или представители высшей знати. Наряду с брошью из Тары и брошью Лондсборо, также датированными VIII веком, брошь из Хантерстона является выдающимся образцом кельтского декоративно-прикладного искусства того периода.